# Balázs Mór
Verőcei Balázs Mór, született Kohn Mózes (Pest, 1849. április 6. – Remagen, 1897. augusztus 1.) magánzó, a Budapesti Városi Villamosvasút Társaság alapító vezérigazgatója.

## Életpályája
Kohn Ármin és Lurje Rózsa fia. Angliában végzett közlekedési tanulmányokat. Az ő elképzelései nyomán indult el 1889. július 30-án Budapesten az első villamos, amely az Egyetem tér és az Orczy tér között közlekedett a Stáció utcában (mai Baross utca), majd szeptember 10-én a Podmaniczky utcai villamos. A „kis földalatti” megépítése is az ő érdeme, amely 1895–96-ban készült mint a kontinens első földalattija. A szakasz hosszúsága 3228 méter volt. Egyéb terveit már nem tudta megvalósítani, mert viszonylag fiatalon elhunyt.

## Emlékezete
- Sírja a Kozma utcai izraelita temetőben található.[3]
- Nevét viseli a kidolgozás alatt álló Balázs Mór-terv, Budapest közlekedésfejlesztési koncepciója.

## Művei
- Budapest gőzmozdonyu közuti vaspálya (gőztramvay) hálózata. Budapest, 1886 (ugyanez német nyelven. Budapest, 1886)

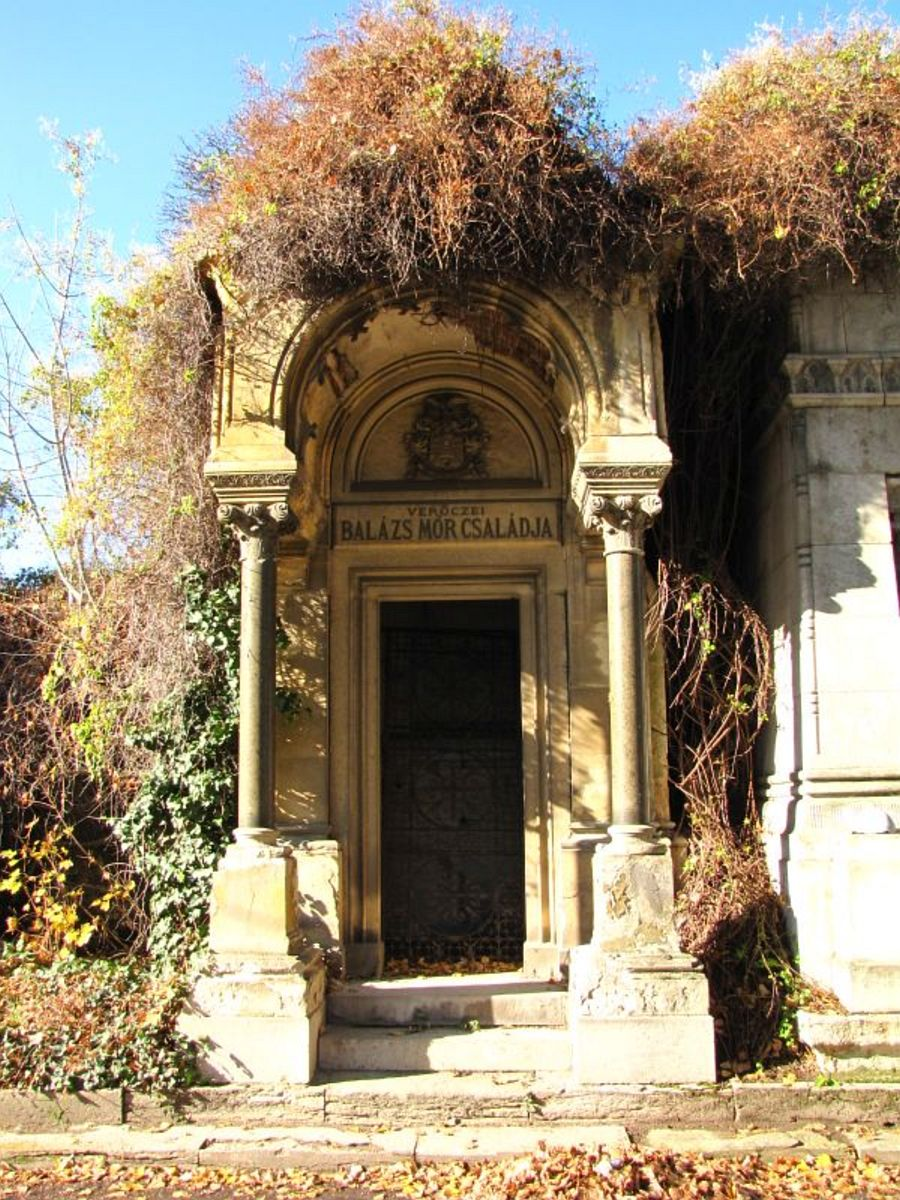
Sírja a Kozma utcai izraelita temetőben